# Karol Pietschka
Karol Pietschka (ur. 1818 w Wędryni, zm. 17 lub 19 lutego 1891 w Żywcu) – architekt, arcyksiążęcy zarządca budowlany, projektant wielu obiektów budowlanych na Żywiecczyźnie.

## Życiorys
Jego rodzicami byli Michał i Małgorzata z domu Knop. Ukończył cztery klasy Cieszyńskiego Gimnazjum Powiatowego oraz kurs pedagogiczny. W wieku 18 lat praktykował przez pół roku przy katastralnych pomiarach lasu. Pracował trzy lata jako murarz. Pracował w Arcyksiążęcej Cieszyńskiej Komorze w ekonomiach Górki, Pierściec i Drogomyśl w latach 1837–1844. W roku 1845 objął stanowisko adiunkta budowlanego w Cieszynie.
Przyjechał do Żywca w 1849 roku, po utworzeniu tamże Arcyksiążęcej Dyrekcji Dóbr, awansował na starszego adiunkta budowlanego I klasy i rozpoczął pracę od 1 stycznia tegoż roku.
Mieszkał i pracował w Żywcu dla Albrechta Fryderyka Habsburga. Poślubił Józefinę Gaber, córkę Karoliny Romano i zarządcy dóbr żywieckich Józefa w 1851 roku, miał z nią syna Emeryka Antoniego Karola (ur. 1852) oraz córkę Izabelę Alojzę Marię Annę (ur. 1859). Mieszkał z rodziną w samodzielnie zaprojektowanym budynku arcyksiążęcej propinacji w Żywcu przy dzisiejszej ul. Tadeusza Kościuszki 41. W 1852 roku został mianowany zarządcą ekonomicznym III klasy, w 1857 roku nadano mu II klasę tegoż stanowiska, a w 1869 I klasę. 1 stycznia 1891 roku (lub w 1890 roku) został nadinżynierem, co gwarantowało pensję w wysokości 300 florenów. Był aktywny twórczo przez 42 lata, mieszkał w Żywcu do końca życia; prawdopodobnie nie znał języka polskiego lub znał go słabo. Zmarł 17 lub 19 lutego 1891 roku na zawał serca na Ispie w Żywcu.

## Twórczość
Był przedstawicielem historyzmu, nawiązywał w swoich pracach do stylu arkadowego, neogotyku czy architektury alpejskiej, np. tyrolskiej czy szwajcarskiej. Chętnie wykorzystywał żeliwo w swoich projektach.
Zostawił po sobie ponad 250 projektów; w Muzeum Miejskim w Żywcu znajdują się 52 projekty, a Archiwum Państwowe w Katowicach Oddział w Bielsku-Białej przechowuje około 200 jego projektów. Projektował głównie gajówki i leśniczówki, ale także kościoły i kapliczki przydrożne, budynki gospodarcze, zajazdy, karczmy, mosty, obiekty przemysłowe (tartaki, browary, kuźnie), domy robotników leśnych, drwali i kolonistów, kamienice, rezydencje, a także małą architekturę ogrodową. Zachowało się około 80% jego zrealizowanych projektów.

### Wybrane projekty
- przebudowa Starego Zamku w Żywcu, w tym projekt elewacji w stylu arkadowym[7], masztu na wieży zamkowej, sklepień krużganków, żeliwnych kolumienek na krużgankach (projekt od 1850[8][3], przebudowa w latach 50. XIX wieku oraz projekty z lat 1870–1975[8] po pożarze zamku w 1870 roku[9])[1]
- murowany budynek nadleśnictwa w Przyborowie(inne języki) (wzniesiony w 1852[4], w latach 90. XX wieku posterunek policji[4], obecnie przedszkole[10])
- leśniczówka w Złatnej (1853[4][11][12]) w formie szwajcarskiej willi[4]
- rozbudowa kościoła w Cięcinie (projekt 1853[13], rozbudowa 1857–1893[13])
- brama wjazdowa z ogrodzeniem parkowym w Żywcu (projekt 1863)[14]
- budynek fabryki kleju, mączki kostnej i kwasu siarkowego w Żywcu(inne języki) (tzw. Kościarnia[14], projekt 1868[14])[1]
- neogotycka kaplica św. Wita w Starym Żywcu (projekt 1869[14][1], zburzona w 1964[15]
- studnia św. Floriana na Rynku w Żywcu[4] na rzucie krzyża greckiego (wzniesiona w 1863)[16]
- Nowy Zamek w Żywcu[4] (pałac arcyksięcia Albrechta[17], projekt w latach 1883–1885[17], wznoszony od 1885[18], obecnie siedziba Zespołu Szkół Drzewnych i Leśnych[18])
- Browar Arcyksiążęcy w Żywcu, w tym: słodownia ze spichlerzami jęczmienia i słodu, suszarnia, budynek laboratoryjny, Budynek Główny, hala maszyn, chłodnia i warzelnia (1857[13]), kotłownia z kominem, leżakownia z lodownią, bednarnia (1865[13]) oraz budynki administracyjne i gospodarcze[1] (projekty od 1854[3])
- zabudowania huty w Węgierskiej Górce[4]
- budynek arcyksiążęcej propinacji w Żywcu[3]
- altana brzozowa, zapewne przy pałacu w Żywcu (1874)[14]
- budynek mieszkalny z kancelarią przy tartaku w Soli (1876)[19]
- kościół św. Wawrzyńca i św. Kazimierza Królewicza w Rajczy[20] (projekt 1885[13], budowa 1886–1890[13])
- kościół św. Klemensa w Zawoi (projekt 1886[21], zakończenie budowy 1888[21])[22]
- śluza na kanale w parku w Żywcu (1890)[14]
- gajówki: m.in. w Rycerce (1871), w Soli (1876), w Glince (1877), na hali Bystra w Kamesznicy (1884)[23]
- dom nadgajowego na polanie Błazikówka w lesie Kocierz (1877)[23]
- budynki nadleśnictwa: w Ujsołach (1854)[11] i Zawoi (1878)[24]
- karczmy: w gminie Koszarawa (1873), w Międzybrodziu (1888)[25] oraz drewniany zajazd w Ujsołach (1874)[25]

## Galeria

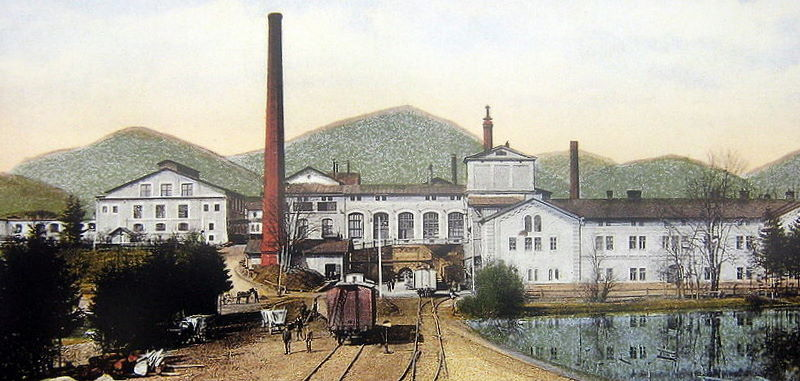
Browar w Żywcu
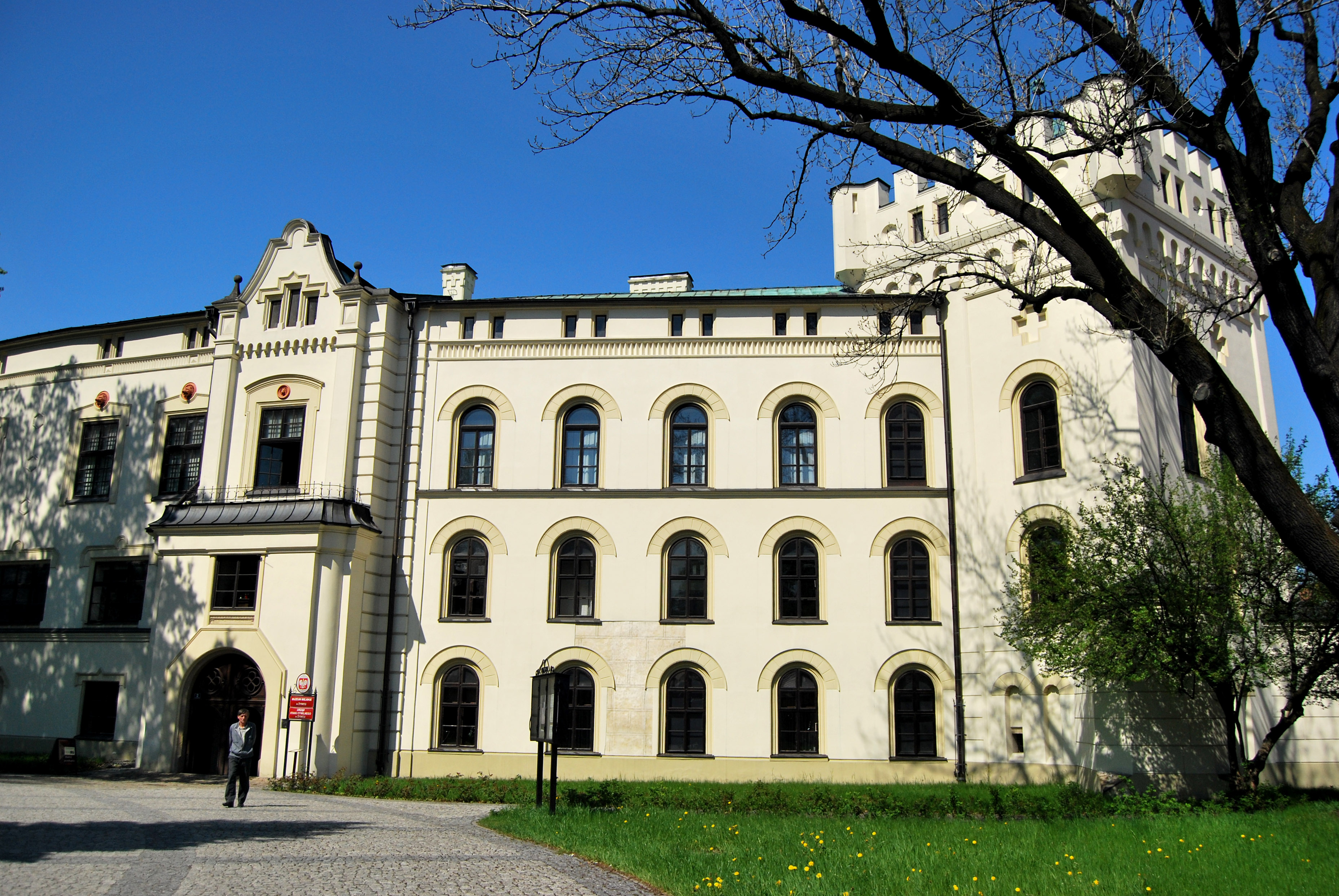
Stary Zamek w Żywcu
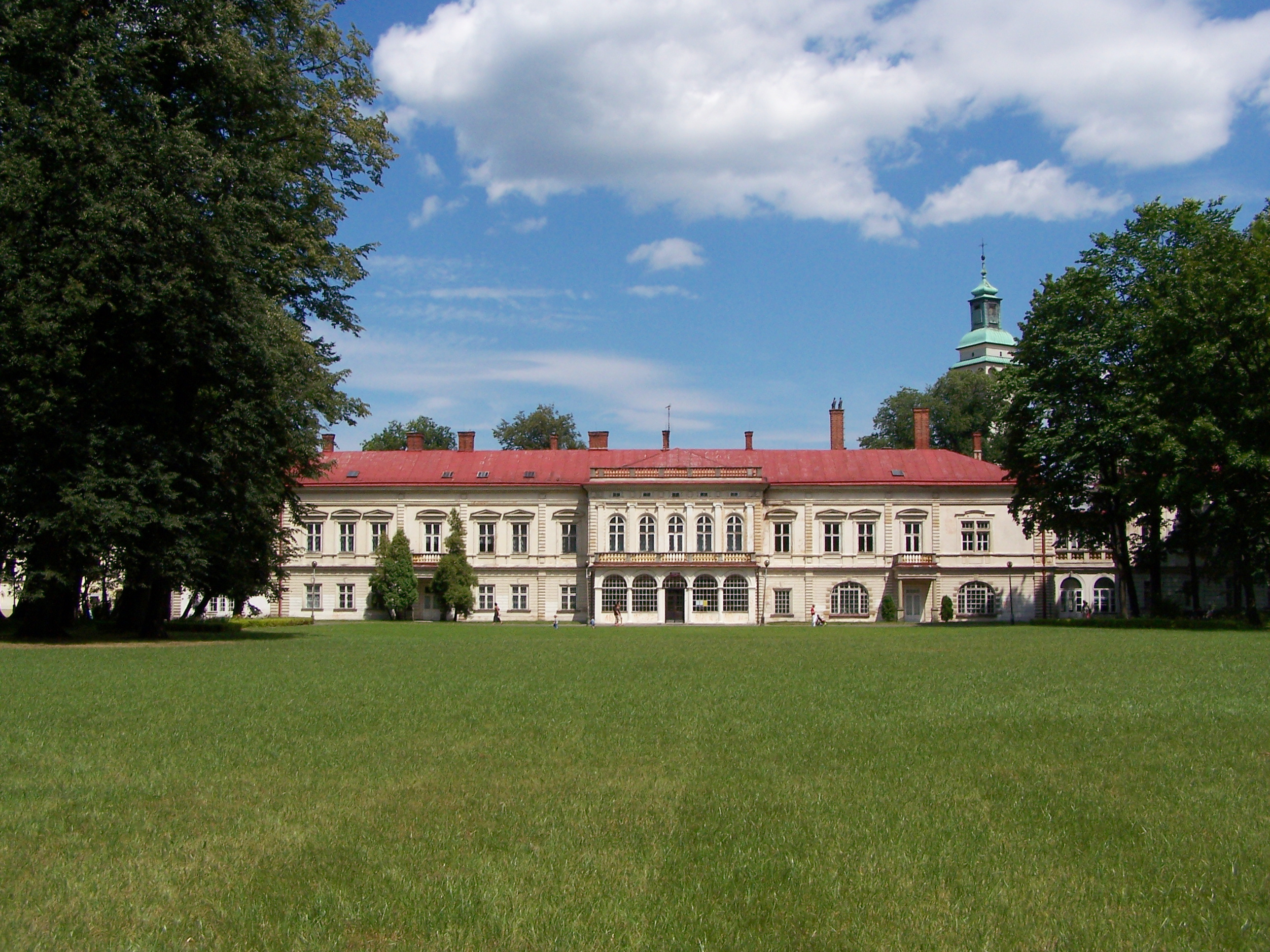
Nowy Zamek w Żywcu
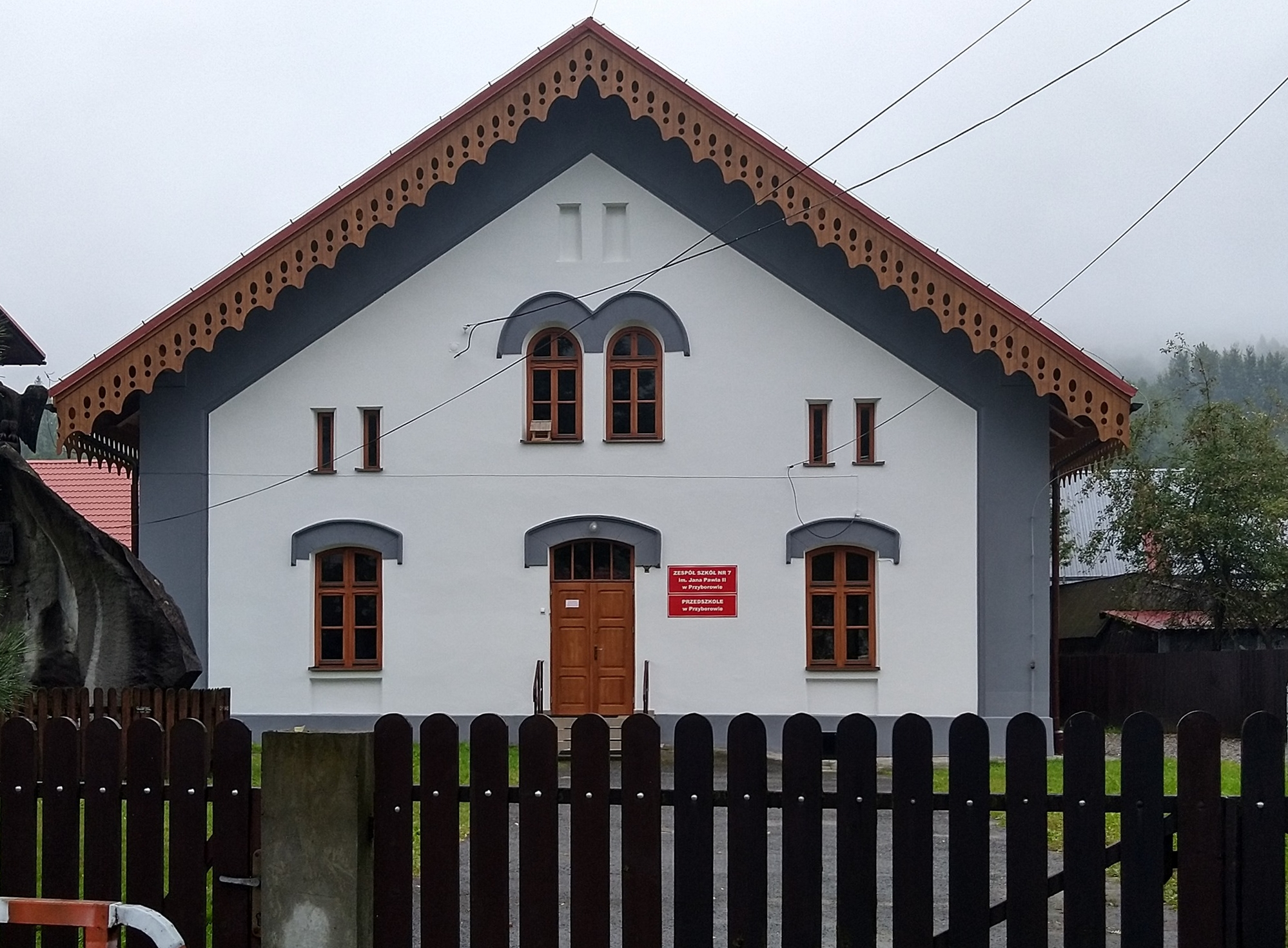
budynek Nadleśnictwa Dóbr Żywieckich w Przyborowie
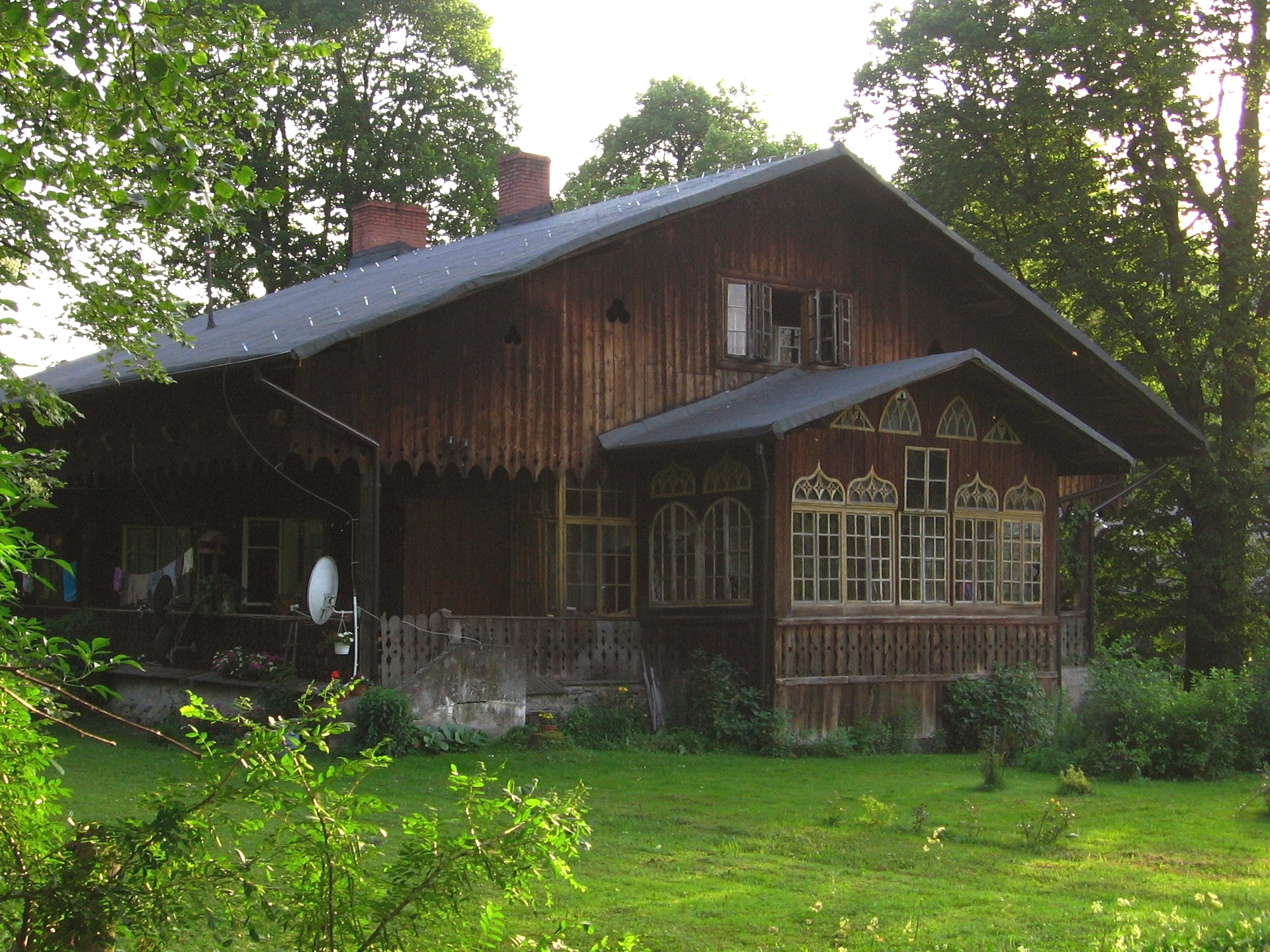
Leśniczówka w Złatnej
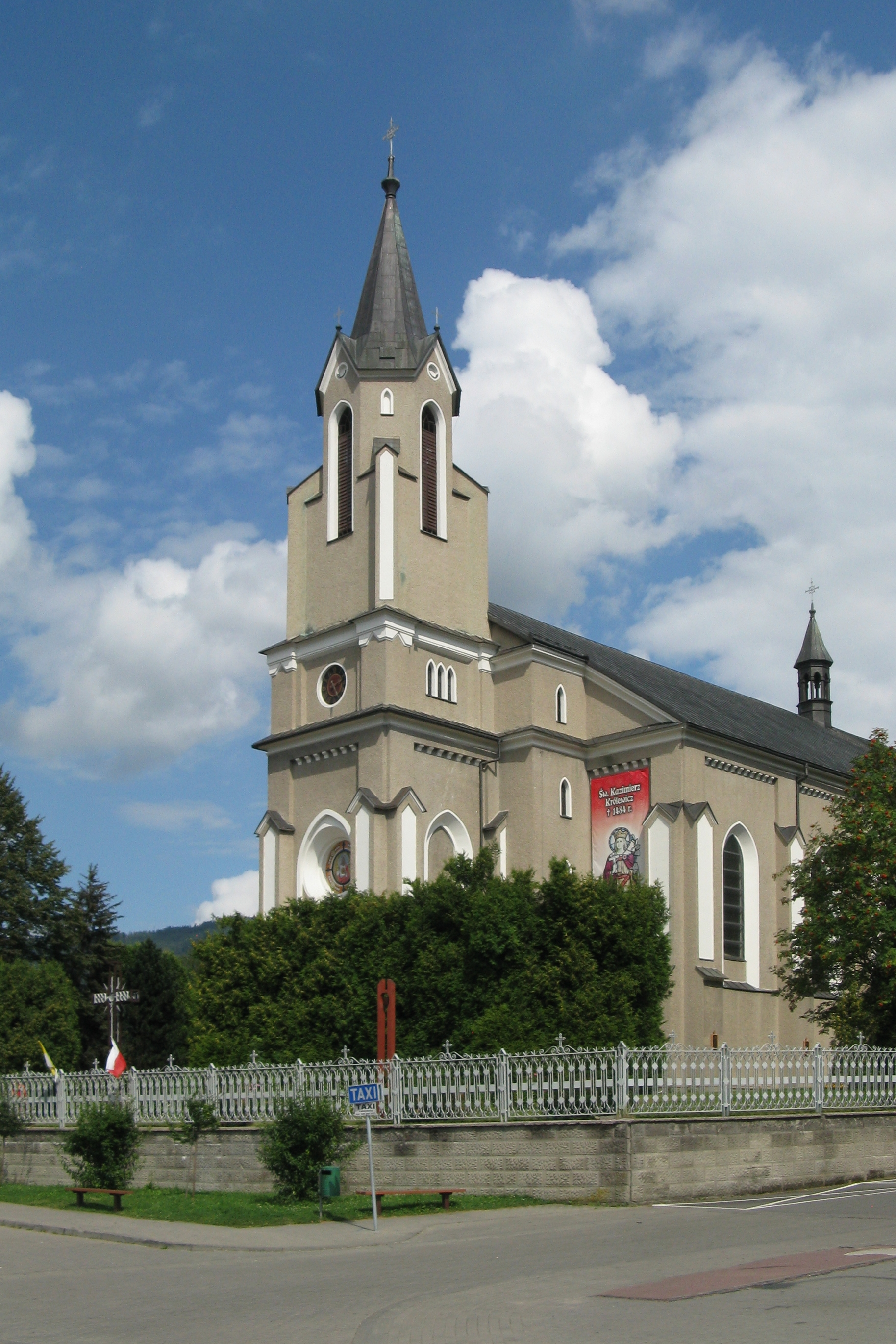
kościół w Rajczy
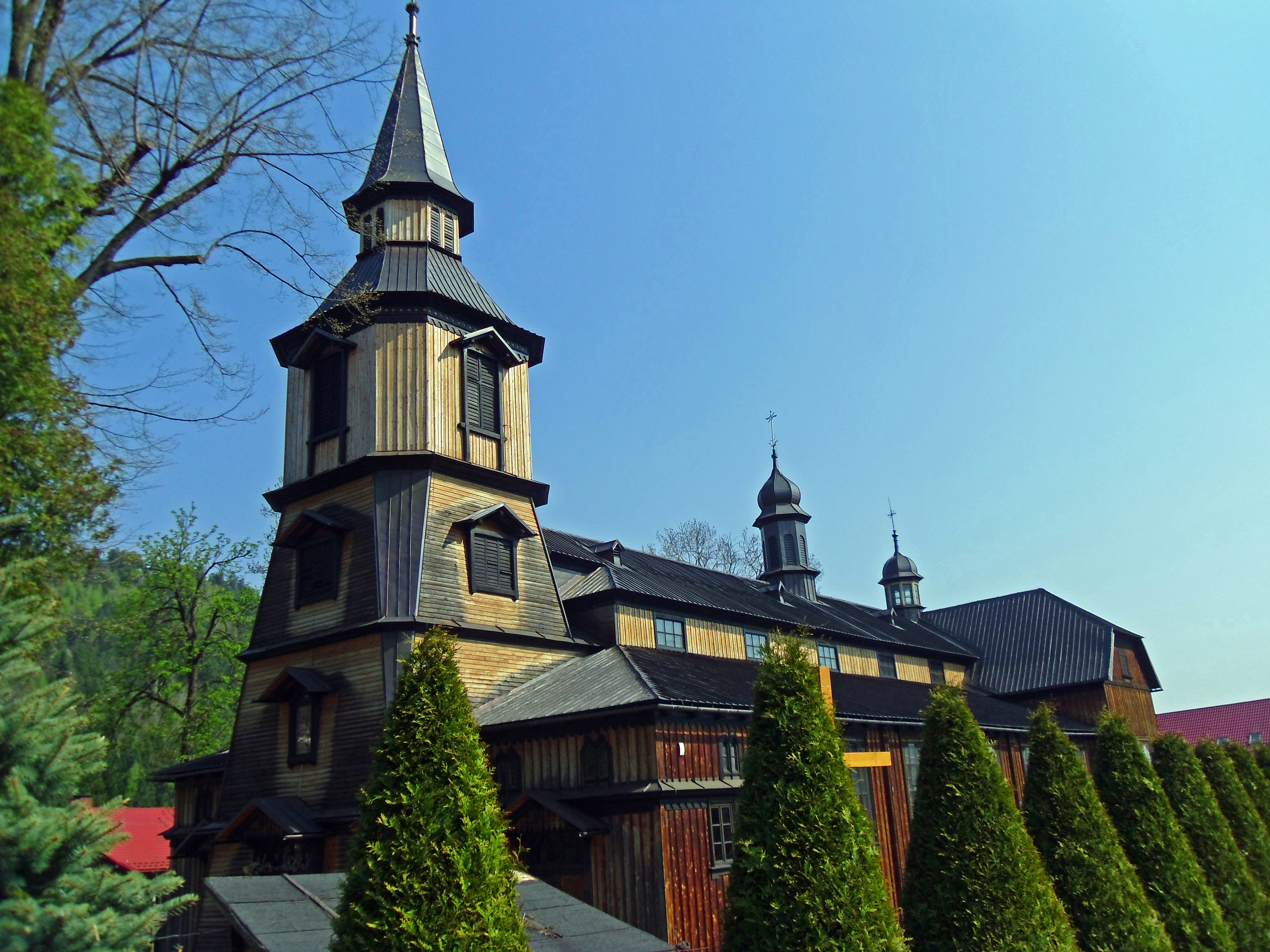
kościół w Zawoi
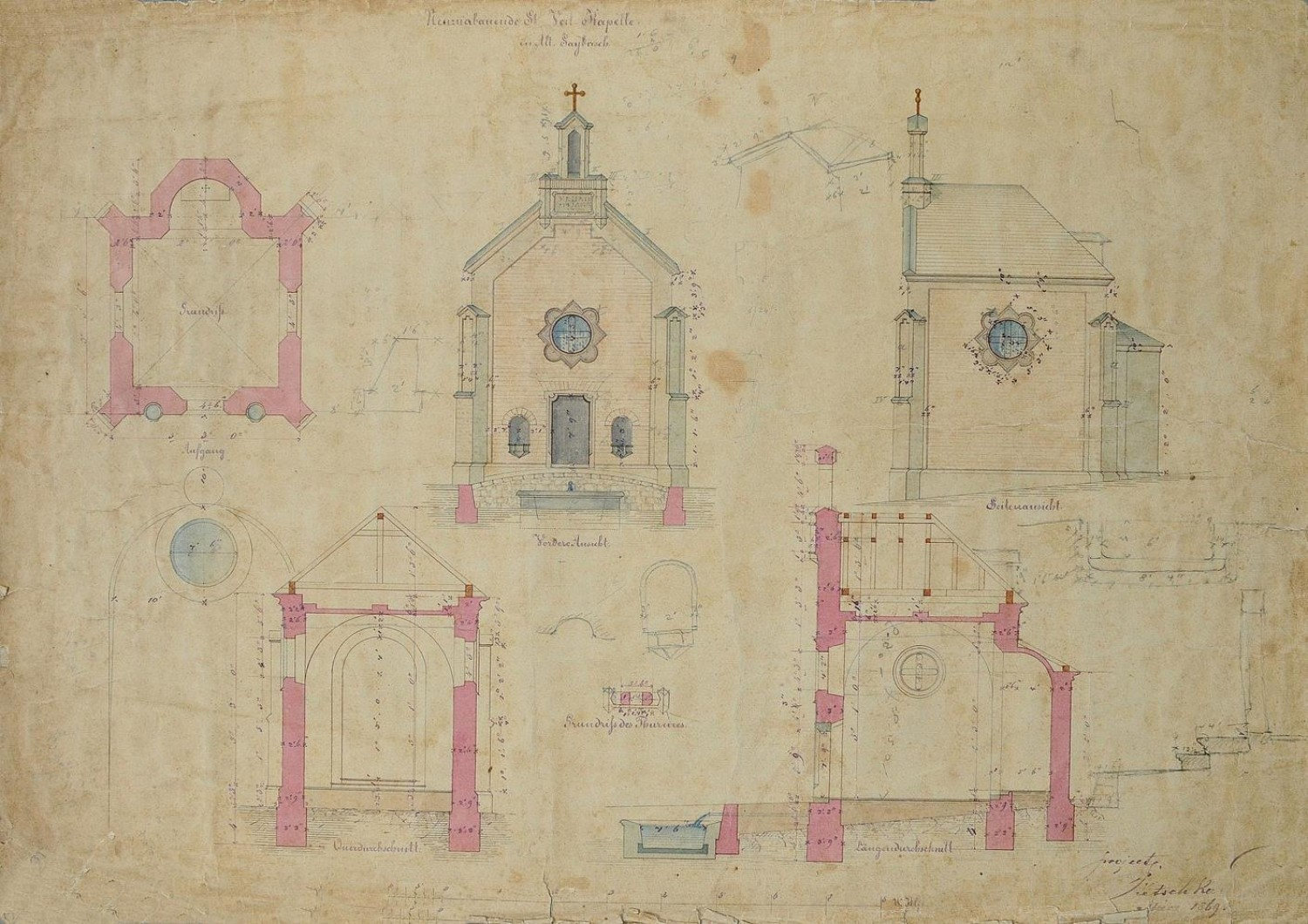
Projekt kaplicy św. Wita w Żywcu
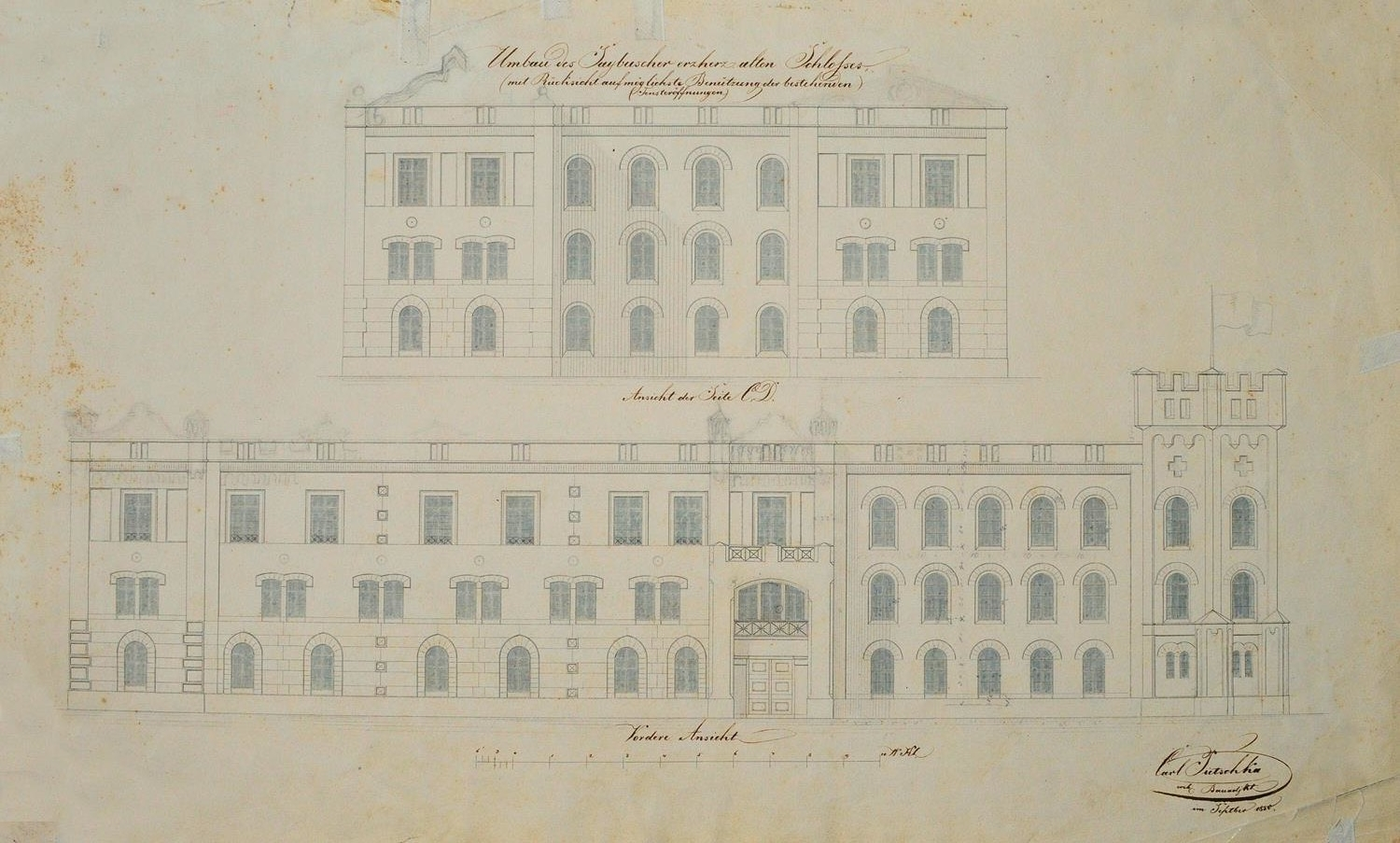
Projekt elewacji zamku w Żywcu